# Jack Harlow/Diskografie
Diese Diskografie ist eine Übersicht über die musikalischen Werke des US-amerikanischen Rappers Jack Harlow und seines Pseudonyms Mr. Harlow. Den Schallplattenauszeichnungen zufolge hat er bisher mehr als 55,2 Millionen Tonträger verkauft. Seine erfolgreichste Veröffentlichung ist die Single Whats Poppin mit über 12,7 Millionen verkauften Einheiten.

## Alben

### Studioalben
| Jahr | Titel Musiklabel                                                              | Höchstplatzierung, Gesamtwochen, AuszeichnungChartplatzierungen (Jahr, Titel, Musiklabel, Platzierungen, Wochen, Auszeichnungen, Anmerkungen) | Höchstplatzierung, Gesamtwochen, AuszeichnungChartplatzierungen (Jahr, Titel, Musiklabel, Platzierungen, Wochen, Auszeichnungen, Anmerkungen) | Höchstplatzierung, Gesamtwochen, AuszeichnungChartplatzierungen (Jahr, Titel, Musiklabel, Platzierungen, Wochen, Auszeichnungen, Anmerkungen) | Höchstplatzierung, Gesamtwochen, AuszeichnungChartplatzierungen (Jahr, Titel, Musiklabel, Platzierungen, Wochen, Auszeichnungen, Anmerkungen) | Höchstplatzierung, Gesamtwochen, AuszeichnungChartplatzierungen (Jahr, Titel, Musiklabel, Platzierungen, Wochen, Auszeichnungen, Anmerkungen) | Anmerkungen                                                   |
| Jahr | Titel Musiklabel                                                              | DE | AT | CH | UK | US | Anmerkungen                                                   |
| ---- | ----------------------------------------------------------------------------- | --- | --- | --- | --- | --- | ------------------------------------------------------------- |
| 2020 | Thats What They All Say Atlantic Records • Generation Now • WEA Records (WMG) | — | — | — | UK73 Silber · (1 Wo.)UK | US5 ×2Doppelplatin · (86 Wo.)US | Erstveröffentlichung: 11. Dezember 2020 Verkäufe: + 2.175.000 |
| 2022 | Come Home the Kids Miss You Atlantic Records • Generation Now (WMG)           | DE15 (3 Wo.)DE | AT5 (3 Wo.)AT | CH7 (2 Wo.)CH | UK4 Silber · (6 Wo.)UK | US3 Platin · (32 Wo.)US | Erstveröffentlichung: 6. Mai 2022 Verkäufe: + 1.165.000       |
| 2023 | Jackman. Atlantic Records • Generation Now (WMG)                              | DE78 (1 Wo.)DE | AT27 (1 Wo.)AT | CH17 (2 Wo.)CH | UK32 (2 Wo.)UK | US8 (3 Wo.)US | Erstveröffentlichung: 28. April 2023                          |

### Mixtapes
| Jahr | Titel Musiklabel                                               | Anmerkungen                              |
| ---- | -------------------------------------------------------------- | ---------------------------------------- |
| 2011 | Extra Credit Eigenvertrieb                                     | Erstveröffentlichung: 24. Juni 2011      |
| 2014 | Finally Handsome Eigenvertrieb                                 | Erstveröffentlichung: 7. November 2014   |
| 2016 | 18 Private Garden Records (PGR)                                | Erstveröffentlichung: 17. Juni 2016      |
| 2017 | Gazebo Atlantic Records • Generation Now • WEA Records (WMG)   | Erstveröffentlichung: 17. November 2017  |
| 2018 | Loose Atlantic Records • Generation Now • WEA Records (WMG)    | Erstveröffentlichung: 17. August 2018    |
| 2019 | Confetti Atlantic Records • Generation Now • WEA Records (WMG) | Erstveröffentlichung: 20. September 2019 |

### EPs
| Jahr | Titel Musiklabel                                                   | Höchstplatzierung, Gesamtwochen, AuszeichnungChartplatzierungen (Jahr, Titel, Musiklabel, Platzierungen, Wochen, Auszeichnungen, Anmerkungen) | Höchstplatzierung, Gesamtwochen, AuszeichnungChartplatzierungen (Jahr, Titel, Musiklabel, Platzierungen, Wochen, Auszeichnungen, Anmerkungen) | Höchstplatzierung, Gesamtwochen, AuszeichnungChartplatzierungen (Jahr, Titel, Musiklabel, Platzierungen, Wochen, Auszeichnungen, Anmerkungen) | Höchstplatzierung, Gesamtwochen, AuszeichnungChartplatzierungen (Jahr, Titel, Musiklabel, Platzierungen, Wochen, Auszeichnungen, Anmerkungen) | Höchstplatzierung, Gesamtwochen, AuszeichnungChartplatzierungen (Jahr, Titel, Musiklabel, Platzierungen, Wochen, Auszeichnungen, Anmerkungen) | Anmerkungen                                            |
| Jahr | Titel Musiklabel                                                   | DE | AT | CH | UK | US | Anmerkungen                                            |
| ---- | ------------------------------------------------------------------ | --- | --- | --- | --- | --- | ------------------------------------------------------ |
| 2015 | The Handsome Harlow sonaBLAST! Records (SBR)                       | — | — | — | — | — | Erstveröffentlichung: 13. November 2015                |
| 2020 | Sweet Action Atlantic Records • Generation Now • WEA Records (WMG) | — | — | — | — | US20 (39 Wo.)US | Erstveröffentlichung: 13. März 2020 Verkäufe: + 47.500 |

## Singles

### Als Leadmusiker
| Jahr | Titel Album                                                   | Höchstplatzierung, Gesamtwochen, AuszeichnungChartplatzierungen (Jahr, Titel, Album, Platzierungen, Wochen, Auszeichnungen, Anmerkungen) | Höchstplatzierung, Gesamtwochen, AuszeichnungChartplatzierungen (Jahr, Titel, Album, Platzierungen, Wochen, Auszeichnungen, Anmerkungen) | Höchstplatzierung, Gesamtwochen, AuszeichnungChartplatzierungen (Jahr, Titel, Album, Platzierungen, Wochen, Auszeichnungen, Anmerkungen) | Höchstplatzierung, Gesamtwochen, AuszeichnungChartplatzierungen (Jahr, Titel, Album, Platzierungen, Wochen, Auszeichnungen, Anmerkungen) | Höchstplatzierung, Gesamtwochen, AuszeichnungChartplatzierungen (Jahr, Titel, Album, Platzierungen, Wochen, Auszeichnungen, Anmerkungen) | Anmerkungen                                                                    |
| Jahr | Titel Album                                                   | DE | AT | CH | UK | US | Anmerkungen                                                                    |
| --- | ------------------------------------------------------------- | --- | --- | --- | --- | --- | ------------------------------------------------------------------------------ |
| 2017 | Bluntz n Medz –                                               | — | — | — | — | — | Erstveröffentlichung: 15. Februar 2017 mit Cizzle Money Addict                 |
| 2017 | Hitchcock –                                                   | — | — | — | — | — | Erstveröffentlichung: 28. Februar 2017                                         |
| 2017 | Banana Tree –                                                 | — | — | — | — | — | Erstveröffentlichung: 17. März 2017 feat. Taylor*                              |
| 2017 | Routine Gazebo                                                | — | — | — | — | — | Erstveröffentlichung: 30. Mai 2017                                             |
| 2017 | Dark Knight Gazebo                                            | — | — | — | — | — | Erstveröffentlichung: 27. Oktober 2017                                         |
| 2018 | Sundown Loose                                                 | — | — | — | — | — | Erstveröffentlichung: 3. August 2018                                           |
| 2019 | Thru the Night Confetti                                       | — | — | — | — | US— GoldUS | Erstveröffentlichung: 21. August 2019 Verkäufe: + 540.000; feat. Bryson Tiller |
| 2019 | Heavy Hitter Confetti                                         | — | — | — | — | — | Erstveröffentlichung: 16. September 2019                                       |
| 2020 | Whats Poppin Sweet Action                                     | DE55 Gold · (19 Wo.)DE | AT35 Platin · (25 Wo.)AT | CH33 (34 Wo.)CH | UK25 Platin · (26 Wo.)UK | US2 Diamant · (51 Wo.)US | Erstveröffentlichung: 24. Januar 2020 Verkäufe: + 12.740.000                   |
| 2020 | Yikes Scoob! The Album (O.S.T.)                               | — | — | — | — | — | Erstveröffentlichung: 10. März 2020                                            |
| 2020 | Automatic –                                                   | — | — | — | — | — | Erstveröffentlichung: 19. Juni 2020                                            |
| 2020 | Tyler Herro Thats What They All Say                           | DE— aDE | — | CH86 (4 Wo.)CH | UK— SilberUK | US34 ×3Dreifachplatin · (20 Wo.)US | Erstveröffentlichung: 22. Oktober 2020 Verkäufe: + 3.510.000                   |
| 2020 | Way Out Thats What They All Say                               | — | — | — | — | US74 Platin · (4 Wo.)US | Erstveröffentlichung: 9. Dezember 2020 Verkäufe: + 1.000.000; feat. Big Sean   |
| 2021 | I Won Fast & Furious 9: The Fast Saga (O.S.T.)                | — | — | — | — | — | Erstveröffentlichung: 4. Juni 2021 mit 24kGoldn & Ty Dolla Sign                |
| 2022 | Nail Tech Come Home the Kids Miss You                         | DE— bDE | — | — | UK55 (6 Wo.)UK | US18 Platin · (12 Wo.)US | Erstveröffentlichung: 18. Februar 2022 Verkäufe: + 1.000.000                   |
| 2022 | First Class Come Home the Kids Miss You                       | DE2 Gold · (20 Wo.)DE | AT2 Platin · (14 Wo.)AT | CH2 Platin · (20 Wo.)CH | UK2 Platin · (20 Wo.)UK | US1 ×4Vierfachplatin · (28 Wo.)US | Erstveröffentlichung: 8. April 2022 Verkäufe: + 5.960.000                      |
| 2023 | Lovin on Me –                                                 | DE4 Gold · (25 Wo.)DE | AT6 Gold · (21 Wo.)AT | CH4 Platin · (24 Wo.)CH | UK1 Platin · (26 Wo.)UK | US1 ×4Vierfachplatin · (38 Wo.)US | Erstveröffentlichung: 10. November 2023 Verkäufe: + 6.220.000                  |
| 2024 | Hello Miss Johnson –                                          | — | — | — | — | US85 (1 Wo.)US | Erstveröffentlichung: 21. November 2024                                        |
| 2025 | Set You Free –                                                | — | — | — | UK98 (1 Wo.)UK | — | Erstveröffentlichung: 12. Februar 2025                                         |
| 2025 | Just Us –                                                     | — | — | — | UK50 (2 Wo.)UK | US57 (1 Wo.)US | Erstveröffentlichung: 21. März 2025 feat. Doja Cat                             |
| Folgende Lieder erschienen nicht als Single, wurden aber durch das Album zum Download und Streaming bereitgestellt und konnten somit eine Platzierung erlangen: |                                                               | | | | | |                                                                                |
| |                                                               | | | | | |                                                                                |
| 2022 | Dua Lipa Come Home the Kids Miss You                          | DE— cDE | — | CH59 (1 Wo.)CH | UK33 (2 Wo.)UK | US21 Platin · (4 Wo.)US | Charteinstieg: 13. Mai 2022 Verkäufe: + 1.000.000                              |
| 2022 | Churchill Downs Come Home the Kids Miss You                   | — | — | CH76 (1 Wo.)CH | UK19 Silber · (8 Wo.)UK | US23 Platin · (2 Wo.)US | Charteinstieg: 13. Mai 2022 Verkäufe: + 1.200.000; feat. Drake                 |
| 2022 | I’d Do Anything To Make You Smile Come Home the Kids Miss You | — | — | — | — | US88 (1 Wo.)US | Charteinstieg: 21. Mai 2022                                                    |
| 2022 | Young Harleezy Come Home the Kids Miss You                    | — | — | — | — | US97 (1 Wo.)US | Charteinstieg: 21. Mai 2022                                                    |
| 2022 | Poison Come Home the Kids Miss You                            | — | — | — | — | US99 (1 Wo.)US | Charteinstieg: 21. Mai 2022 feat. Lil Wayne                                    |
| 2023 | They Don’t Love It Jackman.                                   | — | — | — | UK76 (2 Wo.)UK | US54 (1 Wo.)US | Charteinstieg: 11. Mai 2023                                                    |
| 2023 | Common Ground Jackman.                                        | — | — | — | — | US96 (1 Wo.)US | Charteinstieg: 13. Mai 2023                                                    |

### Als Gastmusiker
| Jahr | Titel Album                                     | Höchstplatzierung, Gesamtwochen, AuszeichnungChartplatzierungen (Jahr, Titel, Album, Platzierungen, Wochen, Auszeichnungen, Anmerkungen) | Höchstplatzierung, Gesamtwochen, AuszeichnungChartplatzierungen (Jahr, Titel, Album, Platzierungen, Wochen, Auszeichnungen, Anmerkungen) | Höchstplatzierung, Gesamtwochen, AuszeichnungChartplatzierungen (Jahr, Titel, Album, Platzierungen, Wochen, Auszeichnungen, Anmerkungen) | Höchstplatzierung, Gesamtwochen, AuszeichnungChartplatzierungen (Jahr, Titel, Album, Platzierungen, Wochen, Auszeichnungen, Anmerkungen) | Höchstplatzierung, Gesamtwochen, AuszeichnungChartplatzierungen (Jahr, Titel, Album, Platzierungen, Wochen, Auszeichnungen, Anmerkungen) | Anmerkungen                                                                                |
| Jahr | Titel Album                                     | DE | AT | CH | UK | US | Anmerkungen                                                                                |
| --- | ----------------------------------------------- | --- | --- | --- | --- | --- | ------------------------------------------------------------------------------------------ |
| 2018 | Leaf Wraps –                                    | — | — | — | — | — | Erstveröffentlichung: 29. November 2018 The Homies feat. Jack Harlow                       |
| 2019 | Cheap Cheap –                                   | — | — | — | — | — | Erstveröffentlichung: 26. April 2019 Felly feat. Jack Harlow                               |
| 2019 | Bad Girls Dream –                               | — | — | — | — | — | Erstveröffentlichung: 17. Juli 2019 Zoya feat. Jack Harlow                                 |
| 2019 | Comic Sans A Liquid Breakfast                   | — | — | — | — | — | Erstveröffentlichung: 6. Dezember 2019 Audrey Nuna feat. Jack Harlow                       |
| 2020 | Moana These Things Happen Too                   | — | — | — | — | — | Erstveröffentlichung: 29. April 2020 Verkäufe: + 80.000; G-Eazy feat. Jack Harlow          |
| 2020 | Nothin Coffee & Kush, Vol. 2                    | — | — | — | — | — | Erstveröffentlichung: 28. August 2020 Problem feat. Jack Harlow & Jay Rock                 |
| 2020 | Tap In –                                        | — | — | — | — | — | Erstveröffentlichung: 28. August 2020 Saweetie feat. Post Malone, DaBaby & Jack Harlow     |
| 2020 | Lil Boi (Big Talk) (Remix) –                    | — | — | — | — | — | Erstveröffentlichung: 11. September 2020 Ayanis feat. Jack Harlow                          |
| 2020 | Pussy Talk (Remix) –                            | — | — | — | — | — | Erstveröffentlichung: 13. November 2020 City Girls feat. Jack Harlow, Lil Wayne & Quavo    |
| 2021 | Body (Remix) –                                  | — | — | — | — | — | Erstveröffentlichung: 24. März 2021 Russ Millions & Tion Wayne feat. Jack Harlow           |
| 2021 | Killer (Remix) –                                | — | — | — | UK77 (1 Wo.)UK | US62 Platin · (1 Wo.)US | Erstveröffentlichung: 28. Mai 2021 Verkäufe: + 1.035.000 Eminem feat. Jack Harlow & Cordae |
| 2021 | Industry Baby Montero                           | DE9 Platin · (48 Wo.)DE | AT7 (44 Wo.)AT | CH4 ×2Doppelplatin · (52 Wo.)CH | UK3 ×2Doppelplatin · (37 Wo.)UK | US1 ×7Siebenfachplatin · (42 Wo.)US | Erstveröffentlichung: 23. Juli 2021 Verkäufe: + 12.393.333; Lil Nas X feat. Jack Harlow    |
| 2021 | SUVs (Black on Black) Shiesty Season: Certified | — | — | — | — | US67 Platin · (2 Wo.)US | Erstveröffentlichung: 3. August 2021 Verkäufe: + 1.000.000; Pooh Shiesty feat. Jack Harlow |
| 2021 | White Lies Honest Living                        | — | — | — | — | — | Erstveröffentlichung: 26. August 2021 The Homies feat. Jack Harlow                         |
| 2023 | Mockingbird Valley –                            | — | — | — | — | — | Erstveröffentlichung: 31. März 2023 DJ Drama feat. Jack Harlow                             |
| 2023 | 3D Golden                                       | DE48 (2 Wo.)DE | AT32 (1 Wo.)AT | CH25 (2 Wo.)CH | UK5 Silber · (8 Wo.)UK | US5 (9 Wo.)US | Erstveröffentlichung: 29. September 2023 Verkäufe: + 380.000; Jung Kook feat. Jack Harlow  |
| 2023 | Stop Giving Me Advice All Is Yellow             | — | — | — | UK29 (7 Wo.)UK | — | Erstveröffentlichung: 8. Dezember 2023 Lyrical Lemonade feat. Dave & Jack Harlow           |
| Folgende Lieder erschienen nicht als Single, wurden aber durch das Album zum Download und Streaming bereitgestellt und konnten somit eine Platzierung erlangen: |                                                 | | | | | |                                                                                            |
| |                                                 | | | | | |                                                                                            |
| 2022 | Psychic Breezy                                  | — | — | — | UK64 (2 Wo.)UK | US78 (1 Wo.)US | Charteinstieg: 7. Juli 2022 Chris Brown feat. Jack Harlow                                  |
| 2022 | Yungen Beautiful Mind                           | — | — | — | — | US35 (2 Wo.)US | Charteinstieg: 27. August 2022 Rod Wave feat. Jack Harlow                                  |
| 2022 | Backstage Passes I Never Felt Nun               | — | — | — | — | US98 (1 Wo.)US | Charteinstieg: 1. Oktober 2022 EST Gee feat. Jack Harlow                                   |

## Musikvideos
| Jahr | Titel                 | Regie                                      |
| ---- | --------------------- | ------------------------------------------ |
| 2020 | Whats Poppin          | Cole Bennett (Original) Eif Rivera (Remix) |
| 2020 | Moana                 | Matt Bauerschmidt, Dusty Kessler, Kossisko |
| 2020 | Tyler Herro           | Ace Pro                                    |
| 2020 | Way Out               | Ace Pro                                    |
| 2021 | Hot Boy Bling         | Eif Rivera                                 |
| 2021 | Route 66              | Ace Pro                                    |
| 2021 | Already Best Friends  | Ace Pro                                    |
| 2021 | Industry Baby         | Christian Breslauer                        |
| 2021 | Luv Is Dro            | Ace Pro                                    |
| 2022 | Nail Tech             | Frank Borin, Jack Harlow                   |
| 2022 | First Class           | Jack Begert                                |
| 2022 | Churchill Downs       | Jack Begert, Ace Pro                       |
| 2022 | Backstage Passes      | Cole Bennett                               |
| 2023 | Psychic               | Cameron Dean                               |
| 2023 | They Don’t Love It    | Eliel Ford                                 |
| 2023 | Gang Gang Gang        |                                            |
| 2023 | Denver                | Eliel Ford                                 |
| 2023 | 3D                    | Drew Kirsch                                |
| 2023 | Lovin on Me           | Aidan Cullen                               |
| 2023 | Stop Giving Me Advice | Cole Bennett                               |
| 2024 | Hello Miss Johnson    | Yulya Shadrinsky                           |
| 2025 | Just Us               | Neal Farmer                                |

## Promoveröffentlichungen
| Jahr | Titel Album                             | Anmerkungen                            |
| ---- | --------------------------------------- | -------------------------------------- |
| 2019 | Walk in the Park (Fine-Tuned-Version) – | Erstveröffentlichung: 23. Oktober 2019 |

## Sonderveröffentlichungen
| Jahr | Titel Album                                      | Anmerkungen                                                                         |
| ---- | ------------------------------------------------ | ----------------------------------------------------------------------------------- |
| 2018 | How We Comin Heart of a Beast                    | Erstveröffentlichung: 3. August 2018 Joe Green & Bigga Rankin feat. Jack Harlow     |
| 2019 | Green Bubble Dif                                 | Erstveröffentlichung: 25. Oktober 2019 Bblasian feat. Jack Harlow                   |
| 2019 | Catfish Fish EP                                  | Erstveröffentlichung: 26. November 2019 Taylor* feat. Jack Harlow                   |
| 2020 | Tide Pen Florida Jit                             | Erstveröffentlichung: 19. Juni 2020 Ronny J & Smokepurpp feat. Jack Harlow          |
| 2020 | Nothin Coffee & Kush, Vol. 2                     | Erstveröffentlichung: 18. September 2020 Problem feat. Jack Harlow & Jay Rock       |
| 2020 | Boatloads Homegrown                              | Erstveröffentlichung: 2. Oktober 2020 Smoke DZA feat. Jack Harlow                   |
| 2020 | Lil Boy (Big Talk) (Remix) Yani                  | Erstveröffentlichung: 30. Oktober 2020 Ayanis feat. Jack Harlow                     |
| 2020 | Hot Boy Bling Coke Boys 5                        | Erstveröffentlichung: 20. November 2020 French Montana feat. Jack Harlow & Lil Durk |
| 2020 | Plus 10 Sayless                                  | Erstveröffentlichung: 27. November 2020 Seddy Hendrinx feat. Jack Harlow            |
| 2020 | Time The Balancing Act                           | Erstveröffentlichung: 27. November 2020 Statik Selektah feat. Jack Harlow           |
| 2020 | The Department I Still Don’t Feel Nun            | Erstveröffentlichung: 18. Dezember 2020 EST Gee feat. Jack Harlow                   |
| 2020 | Tennessee Freestyle GrinchToven "Stole the Trap" | Erstveröffentlichung: 25. Dezember 2020 Zaytoven feat. Jack Harlow                  |
| 2021 | Paperwork Party (Remix) Unfuckwitable            | Erstveröffentlichung: 14. Mai 2021 Babyface Ray feat. Jack Harlow                   |
| 2021 | Comic Sans A Liquid Breakfast                    | Erstveröffentlichung: 21. Mai 2021 Audrey Nuna feat. Jack Harlow                    |
| 2021 | Words of Wisdom Andreas Tapes EP                 | Erstveröffentlichung: 18. Juni 2021 Tedy Andreas feat. Jack Harlow                  |
| 2021 | White Lies Honest Living                         | Erstveröffentlichung: 3. September 2021 The Homies feat. Jack Harlow                |
| 2021 | Industry Baby Montero                            | Erstveröffentlichung: 17. September 2021 Lil Nas X feat. Jack Harlow                |
| 2021 | Moana These Things Happen Too                    | Erstveröffentlichung: 24. September 2021 G-Eazy feat. Jack Harlow                   |
| 2022 | Louie Bags Donda 2                               | Erstveröffentlichung: 23. Februar 2022 Kanye West feat. Jack Harlow                 |
| 2022 | SUVs (Black on Black) Shiesty Season: Certified  | Erstveröffentlichung: 29. April 2022 Pooh Shiesty feat. Jack Harlow                 |
| 2022 | Psychic Breezy                                   | Erstveröffentlichung: 24. Juni 2022 Chris Brown feat. Jack Harlow                   |
| 2022 | Yungen Beautiful Mind                            | Erstveröffentlichung: 12. August 2022 Rod Wave feat. Jack Harlow                    |
| 2022 | Backstage Passes I Never Felt Nun                | Erstveröffentlichung: 16. September 2022 EST Gee feat. Jack Harlow                  |
| 2024 | Stop Giving Me Advice All Is Yellow              | Erstveröffentlichung: 26. Januar 2024 Lyrical Lemonade feat. Dave & Jack Harlow     |

| Jahr | Titel Soundtrack             | Anmerkungen                                                      |
| ---- | ---------------------------- | ---------------------------------------------------------------- |
| 2020 | Yikes Scooby! Voll verwedelt | Erstveröffentlichung: 23. April 2020                             |
| 2021 | I Won Fast & Furious 9       | Erstveröffentlichung: 17. Juni 2021 mit 24kGoldn & Ty Dolla Sign |
| 2021 | Ball Is Life Madden NFL 22   | Erstveröffentlichung: 13. August 2021 mit Swae Lee               |

## Statistik

### Chartauswertung
|                     | DE    | AT    | CH    | UK    | US    |
| ------------------- | ----- | ----- | ----- | ----- | ----- |
| Nummer-eins-Alben   | DE—DE | AT—AT | CH—CH | UK—UK | US—US |
| Top-10-Alben        | DE—DE | AT1AT | CH1CH | UK1UK | US3US |
| Alben in den Charts | DE2DE | AT2AT | CH2CH | UK3UK | US4US |

|                       | DE    | AT    | CH    | UK     | US     |
| --------------------- | ----- | ----- | ----- | ------ | ------ |
| Nummer-eins-Singles   | DE—DE | AT—AT | CH—CH | UK1UK  | US3US  |
| Top-10-Singles        | DE3DE | AT3AT | CH3CH | UK4UK  | US5US  |
| Singles in den Charts | DE5DE | AT5AT | CH8CH | UK14UK | US22US |

### Auszeichnungen für Musikverkäufe
Die Lieder Already Best Friends (+ 1.240.000), I Wanna See Some Ass (+ 580.000) Love Is Dro (+ 500.000) und Route 66 (+ 500.000) wurden weder als Singles veröffentlicht, noch konnten sie aufgrund von Downloads oder Streamings die Charts erreichen. Dennoch erhielten die Lieder Schallplattenauszeichnungen.
| Land/RegionAuszeichnungen für Musikverkäufe (Land/Region, Auszeichnungen, Verkäufe, Quellen) | Silber     | Gold       | Platin         | Diamant     | Verkäufe   | Quellen                    |
| -------------------------------------------------------------------------------------------- | ---------- | ---------- | -------------- | ----------- | ---------- | -------------------------- |
| Australien (ARIA)                                                                            | —          | Gold1      | 25× Platin25   | —           | 1.785.000  | aria.com.au                |
| Belgien (BRMA)                                                                               | —          | —          | 2× Platin2     | —           | 80.000     | ultratop.be                |
| Brasilien (PMB)                                                                              | —          | —          | 2× Platin2     | 3× Diamant3 | 560.000    | pro-musicabr.org.br        |
| Dänemark (IFPI)                                                                              | —          | 3× Gold3   | 5× Platin5     | —           | 515.000    | ifpi.dk                    |
| Deutschland (BVMI)                                                                           | —          | 3× Gold3   | Platin1        | —           | 1.300.000  | musikindustrie.de          |
| Finnland (IFPI)                                                                              | —          | Gold1      | —              | —           | 10.000     | Einzelnachweise            |
| Frankreich (SNEP)                                                                            | —          | 5× Gold5   | —              | Diamant1    | 833.333    | snepmusique.com            |
| Griechenland (IFPI)                                                                          | —          | —          | 3× Platin3     | —           | 60.000     | Einzelnachweise            |
| Italien (FIMI)                                                                               | —          | 2× Gold2   | 3× Platin3     | —           | 400.000    | fimi.it                    |
| Japan (RIAJ)                                                                                 | —          | Gold1      | —              | —           | —          | riaj.or.jp                 |
| Kanada (MC)                                                                                  | —          | 3× Gold3   | 24× Platin24   | Diamant1    | 2.840.000  | musiccanada.com            |
| Mexiko (AMPROFON)                                                                            | —          | Gold1      | 2× Platin2     | —           | 350.000    | amprofon.com.mx            |
| Neuseeland (RMNZ)                                                                            | —          | Gold1      | 16× Platin16   | —           | 457.500    | radioscope.co.nz NZ2       |
| Norwegen (IFPI)                                                                              | —          | —          | Platin1        | —           | 60.000     | ifpi.no                    |
| Österreich (IFPI)                                                                            | —          | Gold1      | 2× Platin2     | —           | 75.000     | ifpi.at                    |
| Polen (ZPAV)                                                                                 | —          | —          | 6× Platin6     | —           | 300.000    | olis.pl                    |
| Portugal (AFP)                                                                               | —          | 2× Gold2   | 8× Platin8     | —           | 90.000     | Einzelnachweise            |
| Schweden (IFPI)                                                                              | —          | —          | Platin1        | —           | 80.000     | sverigetopplistan.se       |
| Schweiz (IFPI)                                                                               | —          | —          | 4× Platin4     | —           | 90.000     | hitparade.ch musikwoche.de |
| Spanien (Promusicae)                                                                         | —          | 2× Gold2   | 2× Platin2     | —           | 180.000    | elportaldemusica.es        |
| Südafrika (RISA)                                                                             | —          | —          | 7× Platin7     | —           | 280.000    | Einzelnachweise            |
| Vereinigte Staaten (RIAA)                                                                    | —          | 4× Gold4   | 29× Platin29   | Diamant1    | 41.000.000 | riaa.com                   |
| Vereinigtes Königreich (BPI)                                                                 | 6× Silber6 | —          | 5× Platin5     | —           | 3.920.000  | bpi.co.uk                  |
| Insgesamt                                                                                    | 6× Silber6 | 30× Gold30 | 148× Platin148 | 6× Diamant6 |            |                            |